# Суботич, Невен
Не́вен Су́ботич (серб. Невен Суботић; 10 декабря 1988, Баня-Лука) — сербский футболист, центральный защитник. Выступал в сборной Сербии.

## Биография
Невен родился в сербской семье в СР Босния и Герцеговина (СФРЮ). Когда Невену исполнилось 5 лет, семья переезжает в Шёмберг. В Германии Невен начинает свою футбольную карьеру. В возрасте семи лет входит в состав молодёжного клуба ТСФ «Шварценберг».
В 1999 году семья Суботичей переезжает в Солт-Лейк-Сити, где проживала кузина Желько Суботича, его отца. В 2001 году семья переезжает в Бредентон, штат Флорида, где на него обращает внимание тренер юношеской сборной США Джон Элингнер. Невен становится игроком сборной США (до 17 лет), а также футбольной команды Университета Южной Флориды. В 2006 году юный серб перешёл в «Майнц 05».

### Клубная карьера
Суботич дебютировал в составе «Майнца» в сезоне 2006/07 в матче против мюнхенской «Баварии». Сезон 2007/08 команда провела во Второй Бундеслиге, где Суботич стал одним из лучших защитников. В 2008 году тренер команды Юрген Клопп получил место тренера дортмундской «Боруссии», и Невен перешёл в стан черно-жёлтых вместе с ним.
4 июня 2008 года Невен заключил пятилетний контракт с «Боруссией». Суботич дебютировал в матче за Суперкубок Германии, где дортмундцам противостояла «Бавария». «Боруссия» победила со счётом 2:1. Карьера Суботича в «Боруссии» сложилась удачно, и уже в декабре 2008 года Невен вошёл в символическую сборную Бундеслиги сезона 2008/09. В июне 2009 года Суботич продлил контракт с «Боруссией». Срок действия контракта истекает летом 2014 года. Вместе с «Боруссией» стал чемпионом Германии в сезонах 2010/11 и 2011/12, будучи постоянным игроком основного состава команды. В декабре 2012 года он продлил контракт с «Боруссией» до 2016-го. В мае 2015-го снова продлил соглашение с дортмундским клубом — на этот раз до июня 2018 года. В сезоне 2016/17 Суботич не провел ни одного матча в составе дортмундцев, и в январе его на полгода арендовал «Кёльн». «Сегодня на моем лице улыбка. Я снова хочу играть в футбол в Бундеслиге», — заявил футболист.
25 января 2018 года Суботич стал игроком «Сент-Этьена», подписав контракт с французским клубом до июня 2019 года. В «Сент-Этьен» Невен перешёл бесплатно, поскольку его контракт с «Боруссией» заканчивался по окончании сезона и немецкий клуб не стал требовать за него трансферной компенсации.
5 июля 2019 года Суботич официально вернулся в Бундеслигу, став игроком берлинского «Униона». Он подписал контракт на два года.
18 сентября 2020 года сербский защитник стал игроком турецкого клуба «Денизлиспор». 4 октября в матче против «Коньяспора» (0:0) он дебютировал в Турецкой Суперлиге, а 19 октября во втором матче против «Генчлербирлиги» (2:1) он забил свой первый гол за новый клуб.

### Национальные сборные
Невен дебютировал в юношеской сборной США (до 17 лет) 17 сентября 2005 года на чемпионате мира в матче против Северной Кореи, выйдя на замену. Первый полный матч Суботич провёл 26 сентября, когда США играли против Нидерландов.
В декабре 2008 года Невен Суботич отказался от мест в сборных США и Боснии и Герцеговины и стал игроком сборной Сербии, где он дебютировал 28 марта 2009 года в матче против Румынии. 10 июня 2009 года Невен забил свой первый гол за сборную в матче против Фарерских островов.
В октябре 2014 года Суботич отказался выступать за сборную Сербии, чтобы не получить рецидив травмы колена. После повторного приглашения в сборную в марте 2015 года игрок снова отказался от выступлений.

## Достижения
«Боруссия» (Дортмунд)
- Чемпион Германии (2): 2010/2011, 2011/2012
- Обладатель Кубка Германии (2): 2011/2012, 2016/2017
- Обладатель Суперкубка Германии (2): 2013, 2014

## Статистика
| Выступление      | Выступление      | Выступление      | Лига | Лига | Кубок страны | Кубок страны | Еврокубки | Еврокубки | Другие | Другие | Итого | Итого |
| Клуб             | Лига             | Сезон            | Игры | Голы | Игры         | Голы         | Игры      | Голы      | Игры   | Голы   | Игры  | Голы  |
| ---------------- | ---------------- | ---------------- | ---- | ---- | ------------ | ------------ | --------- | --------- | ------ | ------ | ----- | ----- |
| Майнц 05         | Бундеслига       | 2006/07          | 1    | 0    | 0            | 0            | 0         | 0         | 0      | 0      | 1     | 0     |
| Майнц 05         | Бундеслига       | 2007/08          | 33   | 4    | 1            | 0            | 0         | 0         | 0      | 0      | 34    | 4     |
| Майнц 05         | Итого            | Итого            | 34   | 4    | 1            | 0            | 0         | 0         | 0      | 0      | 35    | 4     |
| Боруссия Д       | Бундеслига       | 2008/09          | 33   | 6    | 1            | 0            | 2         | 0         | 0      | 0      | 36    | 6     |
| Боруссия Д       | Бундеслига       | 2009/10          | 34   | 3    | 3            | 0            | 0         | 0         | 0      | 0      | 37    | 3     |
| Боруссия Д       | Бундеслига       | 2010/11          | 31   | 1    | 2            | 1            | 8         | 1         | 0      | 0      | 41    | 3     |
| Боруссия Д       | Бундеслига       | 2011/12          | 25   | 0    | 5            | 0            | 4         | 0         | 0      | 0      | 34    | 0     |
| Боруссия Д       | Бундеслига       | 2012/13          | 25   | 3    | 3            | 0            | 11        | 0         | 1      | 0      | 40    | 3     |
| Боруссия Д       | Бундеслига       | 2013/14          | 10   | 0    | 1            | 0            | 4         | 0         | 1      | 0      | 16    | 0     |
| Боруссия Д       | Бундеслига       | 2014/15          | 28   | 2    | 5            | 1            | 7         | 0         | 5      | 1      | 45    | 4     |
| Боруссия Д       | Итого            | Итого            | 186  | 15   | 20           | 3            | 36        | 1         | 7      | 1      | 249   | 20    |
| Всего за карьеру | Всего за карьеру | Всего за карьеру | 220  | 19   | 21           | 2            | 36        | 1         | 7      | 1      | 284   | 23    |